# Stadhouderskade 128
Het pand Stadhouderskade 128 is een gebouw aan de Stadhouderskade/Singelgracht in De Pijp te Amsterdam-Zuid. 
Het herenhuis is opgetrokken naar een ontwerp van Nicolaas Vos, van huis uit makelaar, maar tevens architect. Hij ontwierp het gebouw voor de heer K. van den Eijnden, een horeca-ondernemer, die ook gebouw Stadhouderskade 129 liet bouwen. Bouwers van het pand zijn waarschijnlijk Jan Willem Hartgerink en Hendrik Dirks Kramer. Ook voor deze woningen gold, dat ze vlak na de oplevering niet goed aansloten op het Liernurstelsel, een euvel dat wel vaker voorkwam binnen de bouwwerken van Hartgerink en Kramer. De bouwstijl is eclectisch, daarbij is het gebouw relatief rijk versierd en wit ten opzichte van de buurpanden. De versieringen hier toegepast zijn ook terug te vinden in het door Vos ontworpen Gebouw Plancius. Opvallend zijn de beelden die de ingangspoort ondersteunen, de witte raamgang in het midden en de boogconstructie boven het balkon van de eerste etage. Vooral de beelden wijzen dat het gebouw vooral bestemd was voor de beter gesitueerden. Aan het begin van de Tweede Wereldoorlog woonde hier het Joodse gezin Wolfferts, dat gedurende 1943 tot en met 1945 vermoedelijk geheel is omgebracht in Sobibor, Bergen-Belsen en Theresienstadt of tijdens transporten daartussen.
Het gebouw diende door de jaren heen vooral als woonhuis of kantoor. In 2015 werd een verzoek bij de gemeente ingediend tot plaatsen van een liftinstallatie. 
Oost ·
160 ·
158 ·
157 ·
156 ·
155 ·
151-154 ·
149-150 ·
145-146 ·
142-144 ·
140-141 ·
137-139 ·
135-136 ·
130-134 ·
129 ·
128 ·
125-127 ·
123-124 ·
116-122 ·
115 ·
110-113 ·
100-101 ·
97 ·
95-96 ·
93-94 ·
92 ·
91 ·
89-90 ·
87-88 ·
86 ·
85 ·
84 ·
82-83 ·
78-79 ·
77 ·
Heineken Brouwerij ·
74 ·
72-73 ·
69-70 ·
68 ·
67 ·
65-66 ·
64 ·
62-63 ·
60-60a ·
58-59 ·
56-57 ·
Willemshuis ·
Van Nispenhuis ·
Kapel van Sint Josephs Gezellen-Vereeniging ·
54 ·
52-53 ·
47-49 ·
Carel Willinkplantsoen ·
Polderhuis ·
Ruysdaelkade 2-4 ·
Judith Leysterbrug ·
42 (Rijksmuseum) ·
40-41 ·
31-35 ·
30 ·
29 ·
Park Centraal Amsterdam ·
Stedemaagd (Vondelpark) ·
Byzantium ·
Koepelkerk ·
12 (Marriott) ·
Persilhuis ·
7 ·
5 ·
3 ·
1 ·
West